# Nina Alekseevna Lobkovskaja
Nina Alekseevna Lobkovskaja (in russo Нина Алексеевна Лобковская?; Fëdorovka, 8 marzo 1924 o 1925 – ...) è stata una militare sovietica, tiratrice scelta in forza all'Armata Rossa durante la Seconda guerra mondiale.

## Biografia
La prima di cinque figli di una famiglia siberiana, Lobkovskaja crebbe in Tagikistan, dove la sua famiglia si spostò per motivi di salute del padre Aleksej. Dopo la morte del padre, arruolatosi nell'esercito e caduto in battaglia a Voronež, Lobkovskaja si arruolò e divenne una delle 300 tiratrici scelte inviate a Vešnjaki per l'addestramento.
Dal febbraio 1945 fino alla fine della guerra, Nina comandò una compagnia di tiratori scelti che presero parte all'ultima spinta verso Berlino. Alla Lobkovskaja furono attribuite 89 uccisioni confermate (la tiratrice con il maggior numero di soldati ed ufficiali dell'Asse uccisi è Ljudmila Pavličenko, con 309).

### Dopo la guerra
Dopo la fine della guerra, Lobkovskaja ha conseguito la laurea presso la Facoltà di Storia dell'Università Statale di Mosca ed è stata docente presso il Museo Centrale di Lenin per oltre 20 anni.
Nel 1968 pubblica un libro di ricordi dedicato ai suoi compagni d'armi morti durante la guerra: Фронтовые подруги.

## Altri tiratori scelti sovietici
- Ljudmila Pavličenko
- Vasilij Zajcev
- Vasily Golosov